# Matsudaira Yasutō
Matsudaira Yasutō est un nom japonais traditionnel ; le nom de famille (ou le nom d'école), Matsudaira, précède donc le prénom (ou le nom d'artiste).
Matsudaira Yasutō (松平 康任, 20 juin 1779-7 septembre 1841) est un daimyo de la fin de l'époque d'Edo qui dirige le domaine de Hamada. Il occupe un certain nombre de fonctions au sein du shogunat Tokugawa. Après avoir rempli les fonctions de magistrat des temples et des sanctuaires et gardien du château d'Osaka, il sert pendant un an comme Kyoto shoshidai.
À la fin de son service en tant que shoshidai, il est fait rōjū. De 1834 à 1835, il est chef rōjū (rōjū shusseki). Cependant, son acceptation de pots-de-vin dans le cadre de la rébellion de Sengoku l’amène en conflit avec Mizuno Tadakuni et sa faction dans le shogunat, et lui coûte son poste. Il prend sa retraite de sa fonction de daimyo la même année, et meurt six ans plus tard.